# Big Al

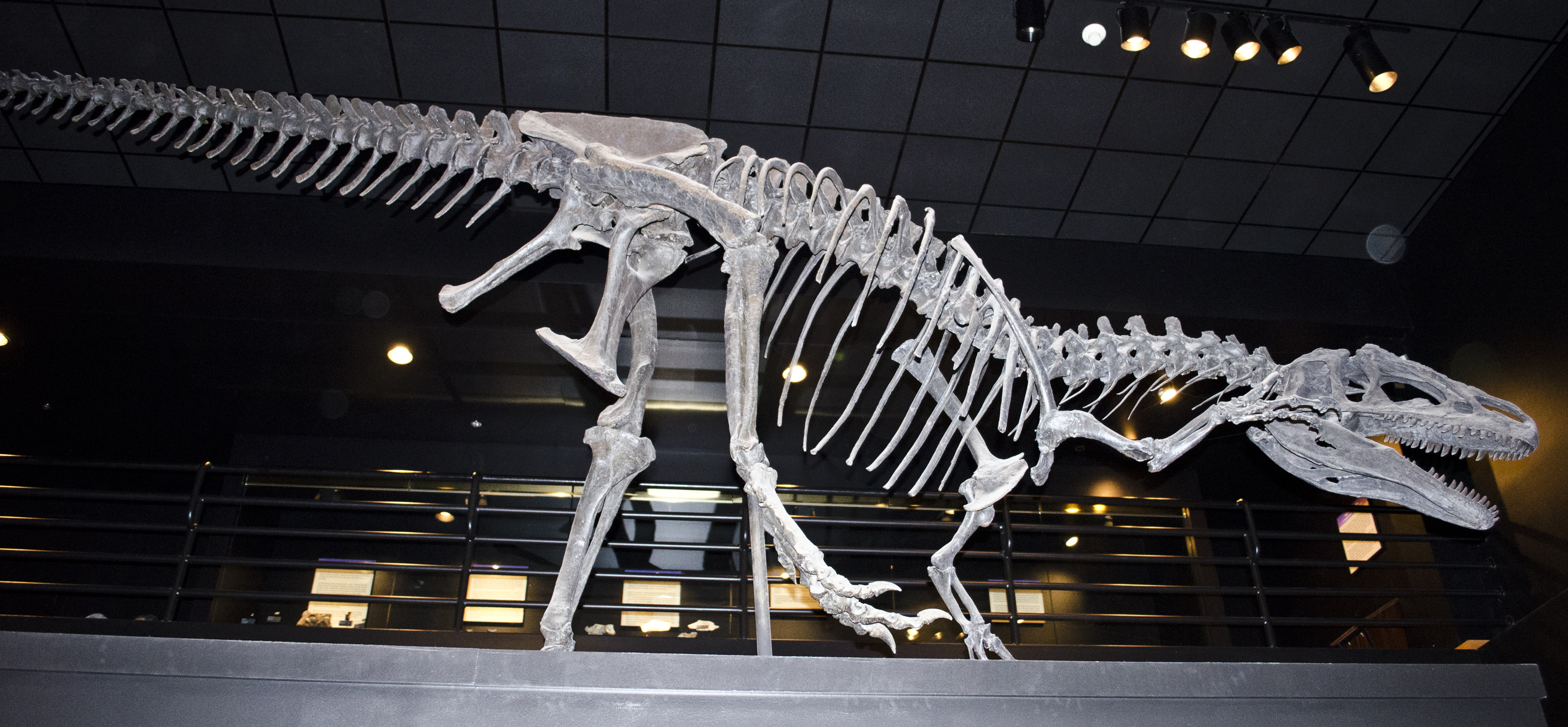
Big Al im Museum of the Rockies

Als Big Al wird das weitgehend vollständig fossil erhaltene Skelett MOR 693 eines Allosaurus (ein oberjurassischer Theropode) aus der Morrison-Formation bei Shell im US-Bundesstaat Wyoming bezeichnet. Die außergewöhnlich vollständige Fossilüberlieferung mit mehr als 95 % der Knochen führte zur Namensgebung, obwohl das Tier nicht ausgewachsen war, als es starb.
Die im Knochenmaterial dokumentierten Verletzungen und Entzündungen sowie weitere Fossilfunde liefern zahlreiche Hinweise auf Umwelt, Verhalten und Physiologie eines Allosaurus wie „Big Al“. Ein möglicher Verlauf seiner Lebensgeschichte wurde von der BBC unter der Mitarbeit von Alexandra Freeman als Special zur Reihe Dinosaurier – Im Reich der Giganten unter dem Namen Die Geschichte von Big Al („The Ballad of Big Al“) verfilmt. Es handelt sich um den Versuch, das Leben eines fleischfressenden Dinosauriers vom Ei bis zum Tod exemplarisch zu veranschaulichen.
Im Jahr 2020 wurde die neue Art Allosaurus jimmadseni beschrieben. Die Exemplare „Big Al“ und „Big Al 2“ wurden beide dieser neuen Spezies zugeordnet.